# گرجوش
گرجوش (به ترکی استانبولی: Gercüş) یک منطقهٔ مسکونی در ترکیه است که در استان باتمان واقع شده‌است.